# 全国特別支援学校肢体不自由教育校長会
全国特別支援学校肢体不自由教育校長会（ぜんこくとくべつしえんがっこうしたいふじゆうきょういくこうちょうかい）は、東京都に本部を置く肢体不自由特別支援学校の校長、教育機関の代表者等の団体である。肢体不自由教育に関する調査研究、振興を目的とする。